# Fritz Grillitsch (Politiker, 1959)

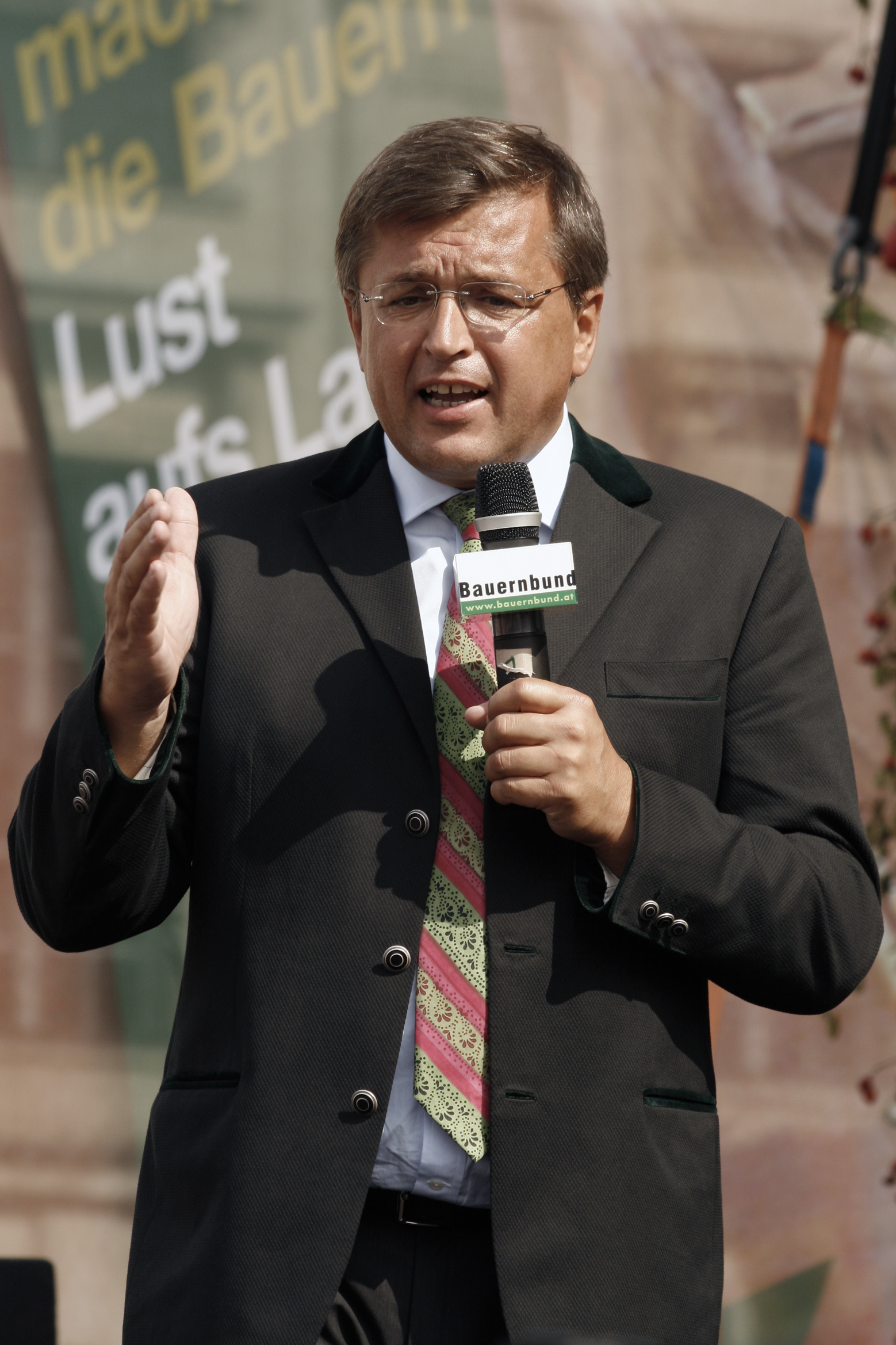
Fritz Grillitsch beim ÖVP-Bauernbund-Erntedankfest 2008 in Wien

Fritz Grillitsch (* 13. Juli 1959 in Judenburg) ist ein österreichischer Landwirt und Politiker (ÖVP). 2002 war er Mitglied des Bundesrates, von Dezember 2002 bis November 2017 war er Abgeordneter zum Nationalrat.
Sein gleichnamiger Vater (1929–2011) war in den 1980er und 1990er Jahren für die ÖVP in der steirischen Landespolitik aktiv.

## Ausbildung und Beruf
Fritz Grillitsch besuchte von 1966 bis 1970 die Volksschule und danach die Allgemeinbildende höhere Schule Judenburg. 1977 wechselte er an das Oberstufenrealgymnasium Murau, an dem er 1980 die Matura ablegte.
Grillitsch arbeitete von 1980 bis 1982 als Revisionsassistent beim Raiffeisenverband, danach absolvierte er bis 1983 die land- und forstwirtschaftliche Fachschule Grottenhof-Hardt. Er ist seit 1982 Land- und Forstwirt.

## Politik
Grillitsch engagierte sich in seiner Jugendzeit bei der Jungen Volkspartei und war von 1979 bis 1981 Ortsobmann dieser Organisation in Fohnsdorf. Grillitsch war in der Folge stark im Österreichischen Bauernbund und in der Landwirtschaftskammer tätig. Er ist seit 1995 Vorstandsmitglied des Steirischen Bauernbundes, seit 2000 Obmann-Stellvertreter des Steirischen Bauernbundes und war von 2001 bis 2011 Präsident des Österreichischen Bauernbundes. Zudem ist Grillitsch seit 1991 Kammerrat der Landeskammer für Land- und Forstwirtschaft und seit 1998 deren Vizepräsident.
Innerparteilich ist Grillitsch seit 2000 Landesparteiobmann-Stellvertreter der ÖVP Steiermark. Er vertrat die ÖVP von 22. Jänner 2002 bis 9. Dezember 2002 im österreichischen Bundesrat. Danach wechselte Grillitsch in den Nationalrat, dem er seit dem 20. Dezember 2002 angehört. Er wurde 2002 zum Klubobmann-Stellvertreter des ÖVP-Parlamentsklubs gewählt und hat derzeit ein Mandat des Landeswahlkreises Steiermark inne.
Nachdem er Thilo Sarrazin, der mit seinem Buch Deutschland schafft sich ab in die Kritik geraten war, für einen Vortrag zum Forum Land Ende September 2011 eingeladen hatte, kam es auch innerhalb der ÖVP zu Protesten. Am 10. November 2011 trat der 52-jährige als Präsident des Bauernbundes sowie als Vizeklubchef der ÖVP im Parlament zurück und gab bekannt, dass er das Nationalratsmandat bis zum Auslaufen der Legislaturperiode 2013 behalten werde. Sein Nachfolger an der Spitze des Bauernbundes wurde Jakob Auer.
In der Legislaturperiode bis 2013 war er Mitglied in folgenden Ausschüssen:
Hauptausschuss; Immunitätsausschuss; Ständiger Unterausschuss des Hauptausschusses; Ausschuss für Land- und Forstwirtschaft.

## Privates
Fritz Grillitsch ist Vater von drei Töchtern aus erster Ehe und einem Sohn. Er wohnt in Wasendorf bei Fohnsdorf. Die Mutter seines Sohnes ist die ehemalige FPÖ/BZÖ-Politikerin Magda Bleckmann. Von 2014 bis 2024 war Grillitsch mit der Bezirkshauptfrau von St. Veit/Glan Claudia Egger verheiratet.

## Auszeichnungen
- 2012: Großes Silbernes Ehrenzeichen mit dem Stern für Verdienste um die Republik Österreich[5]
- 2019: Großes Goldenes Ehrenzeichen des Landes Steiermark[6]